# Giuseppe Natali
Giuseppe Natali (Lecce, 13 febbraio 1961) è un ex cestista italiano.

## Palmarès
- Campionato italiano: 1

Pesaro: 1987-88